# 임형찬
임형찬(2001년 7월 24일 ~)은 대한민국의 방송인이다.

## 출연작

### 방송
- 《막이래쇼 : 무작정여행단》 (투니버스, 2016년)
- 《드림 주니어》 (MBC, 2015년~ 2017년 )